# Alpherakya
Genre
Alpherakya est un genre asiatique de lépidoptères de la famille des Lycaenidae et de la sous-famille des Polyommatinae.

## Systématique
Le genre Alpherakya a été créé par Alexander B. Zhdanko (d) en 1994. Son espèce type est Lycaena sarta Alphéraky, 1881.

## Liste des espèces
Selon FUNET Tree of Life (30 mars 2019) :
- Alpherakya devanica (Moore, [1875])
- Alpherakya bellona (Grum-Grshimailo, 1888) — parfois considéré comme une sous-espèce d’Alpherakya devanica
- Alpherakya pilgram (Bálint & Johnson, 1997)
- Alpherakya sarta (Alphéraky, 1881)
- Alpherakya sartoides (Swinhoe, 1910)